# 田園牧歌

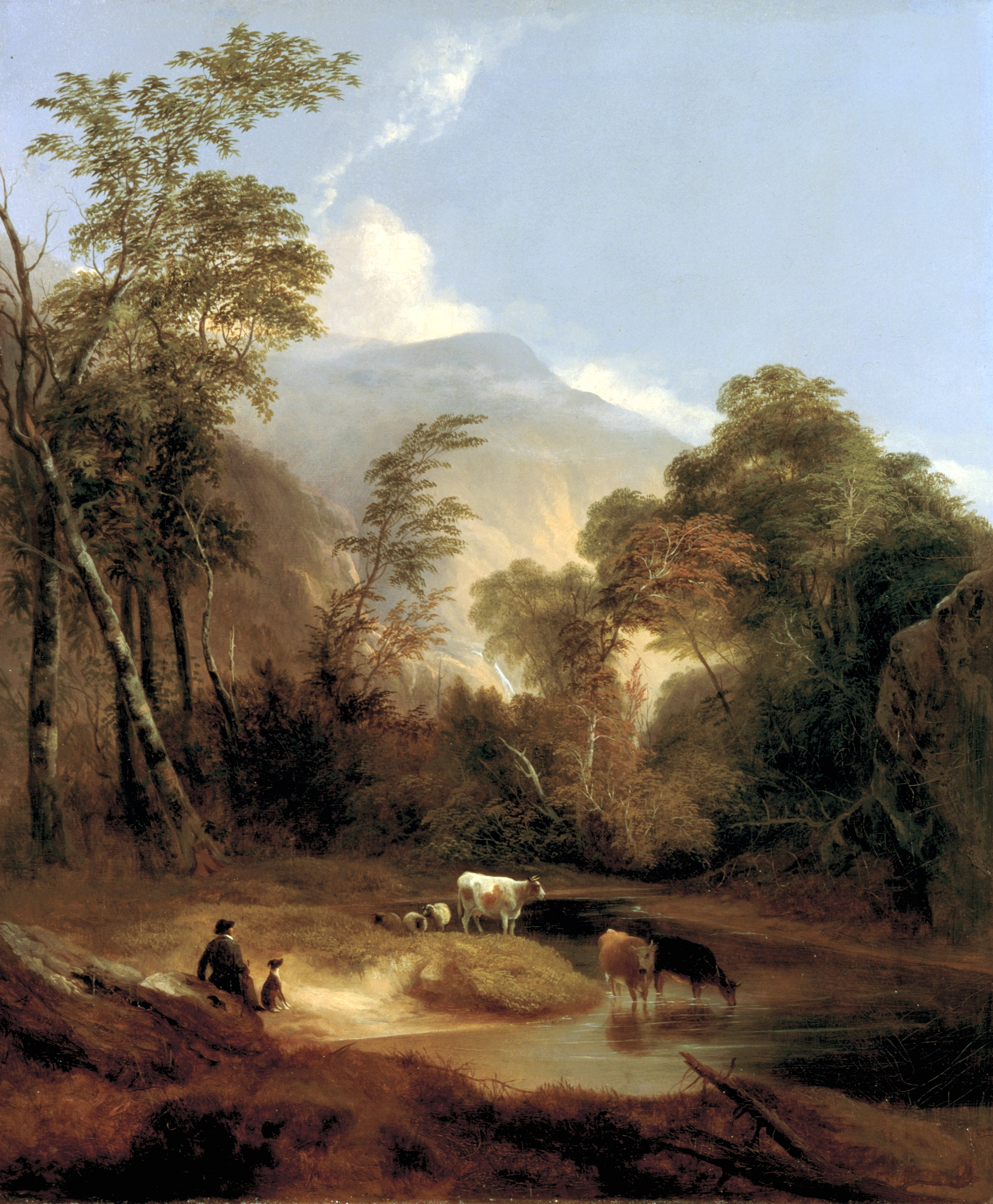
阿爾文費舍爾，田園景觀，1854

田園牧歌（英語：pastoral）是民歌的一種，描繪一個理想化的牧人生活的方式，流行放牧民族。牧歌有時描述的是一種田園風光。
在歐州的古典文學中，牧歌呈現了牧羊人的生活形式，可能是在樹蔭下反覆辯難，或傾訴戀情。西元前三世紀西奧里特的《牧歌》是希臘文學的代表作品，並開創歐州牧歌的偉大傳統，古罗马诗人維吉爾早期作品《牧歌》，是模仿西奧里特而來，充溢著濃郁的古羅馬田園風光，被誉为拉丁语文学典范。维吉尔更創造了所謂的阿卡地亞（Arcadia）世外桃源，阿卡地亞神話遂成爲歐洲牧歌傳統的核心神話。文藝復興時代，普桑的阿卡地的牧野輓歌地景，可說是受到維吉爾的啓廸。
夏志清稱讚沈从文的《边城》是“可以称为牧歌型的”，有“田园气息”的代表作品。朱光潜曾说：“《边城》表现出受过长期压迫而又富于幻想和敏感的少数民族在心坎里那一股沉忧、隐痛。”。
菲利浦·羅斯著有《美國牧歌》，叙述了从大萧条到二十世纪末的美國故事。

## 另見
- 牧歌